# 圣灵医院 (吕贝克)
圣灵医院（Heiligen-Geist-Hospital）位于德国吕贝克旧城内，建于1286年，是世界上现存最古老的慈善机构之一，也是该市最重要的建筑物之一。

## 历史
圣灵医院由富商Bertram Morneweg创建，为哥特式风格。医院在吕贝克和周围有许多土地，其收入足以供养穷人和病人。
16世纪宗教改革以后，医院改为世俗养老院，直至今日。
每年11月底到12月初，在此举办圣诞市场，以手工艺品为主，工匠来自德国、斯堪的纳维亚、波罗的海国家、以色列和秘鲁，游客超过5万人次。

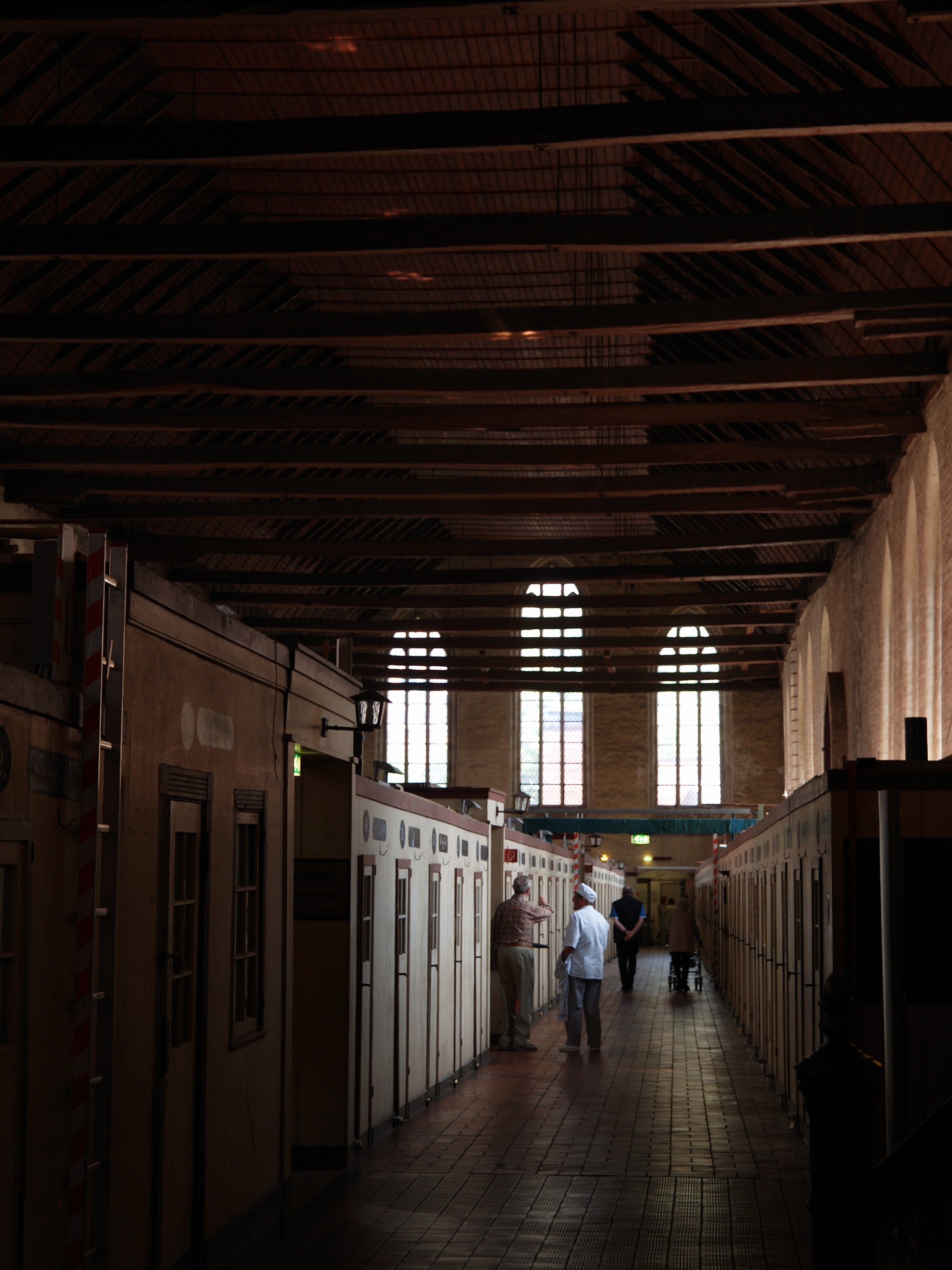
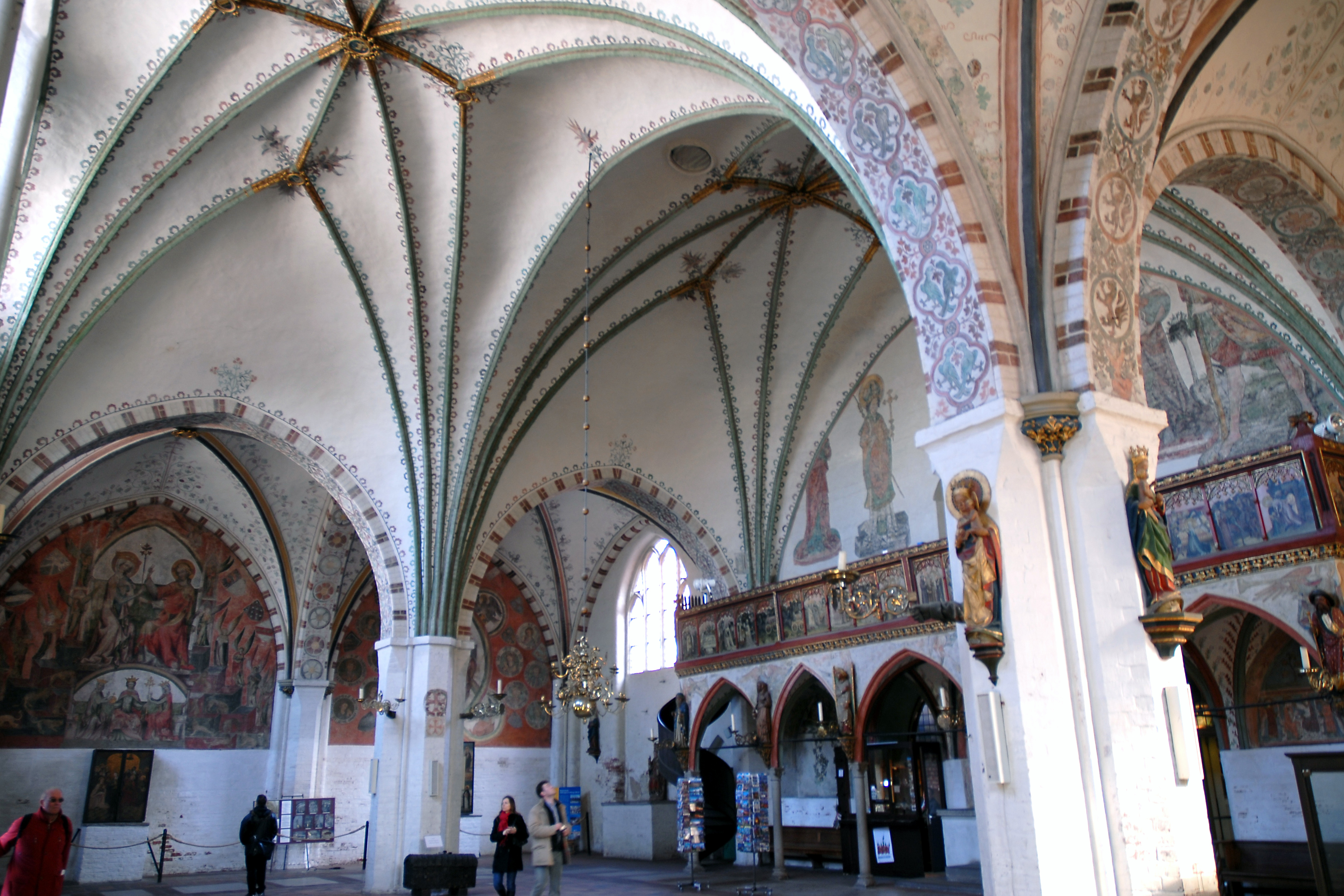
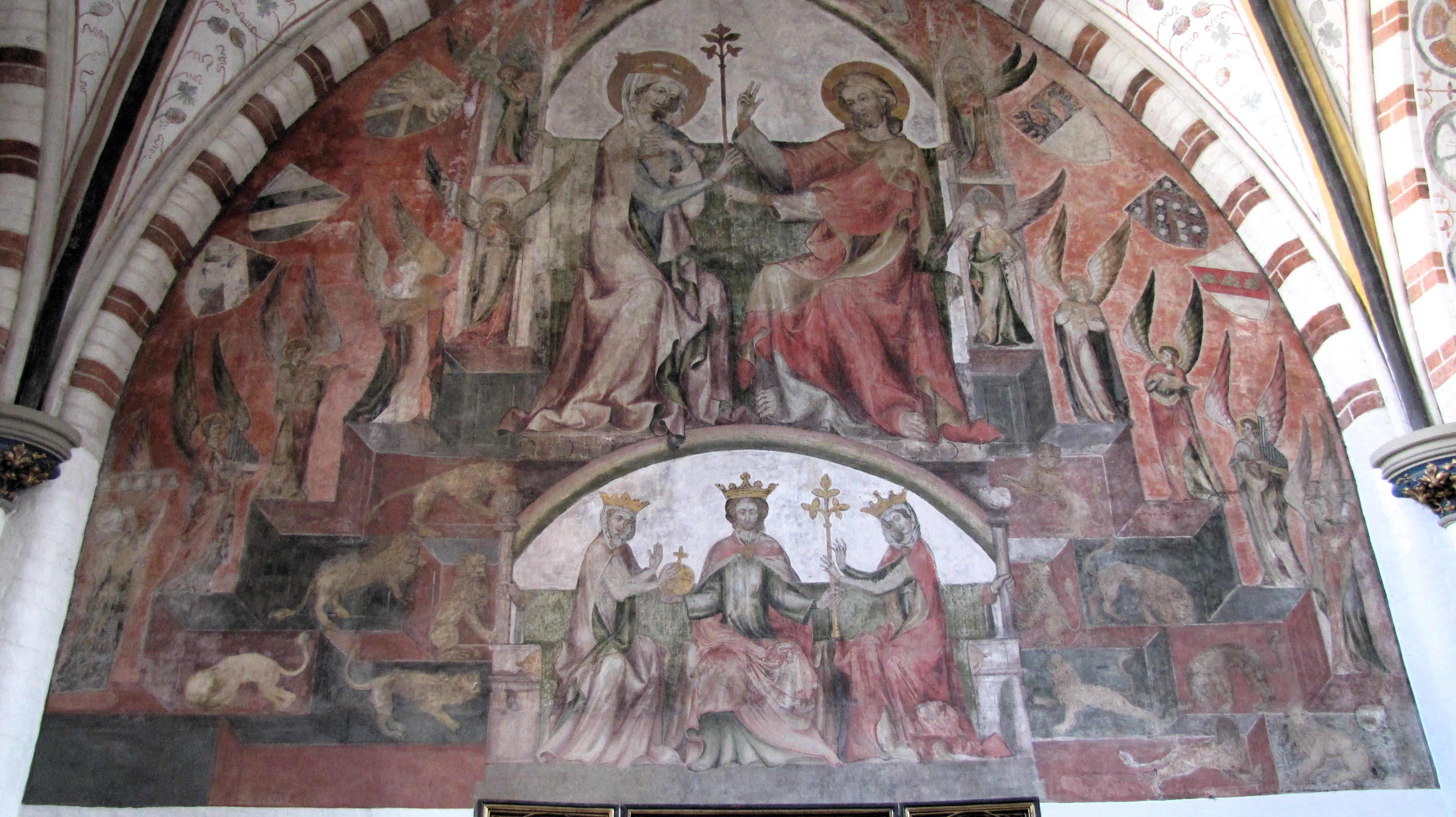
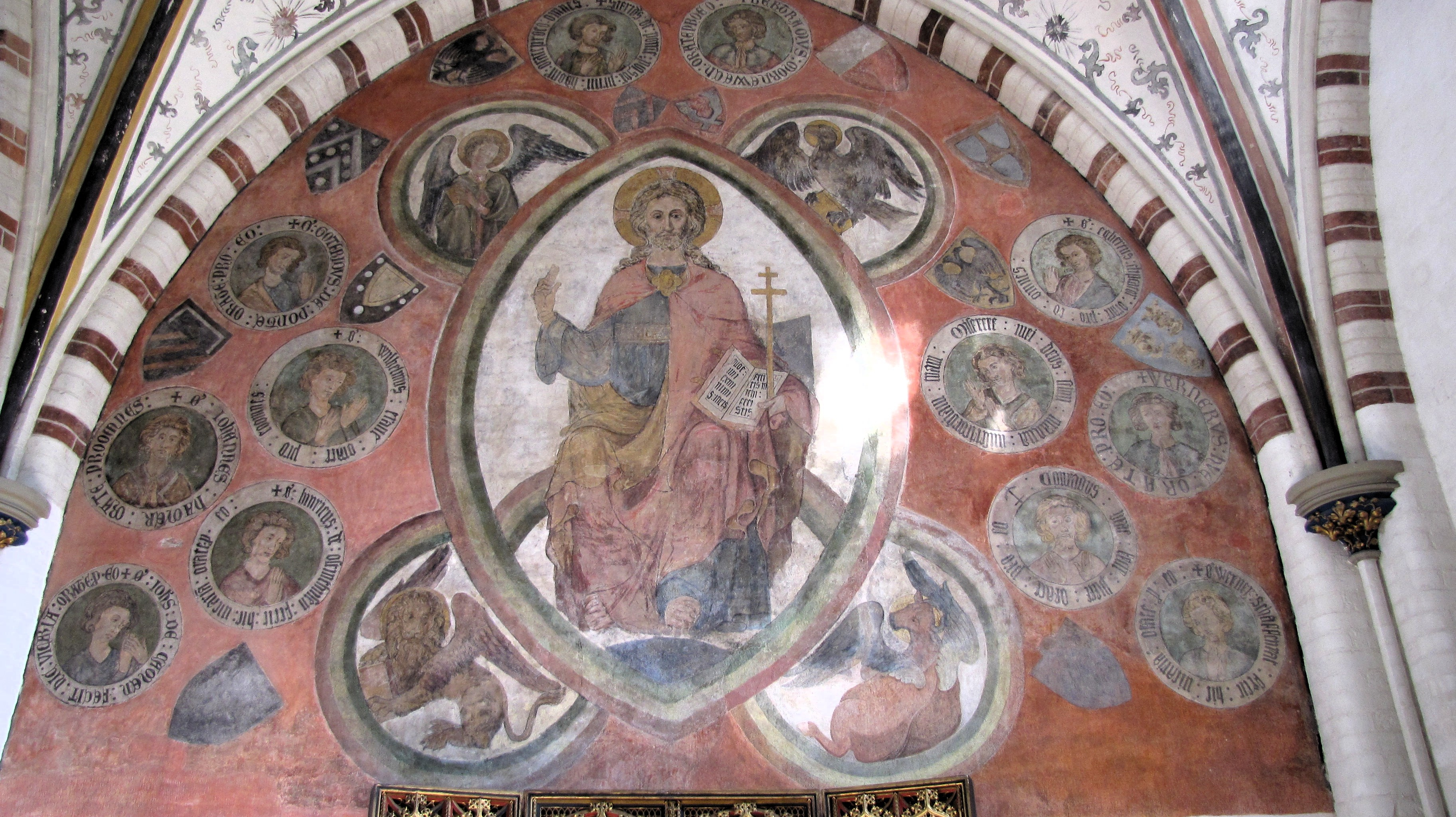
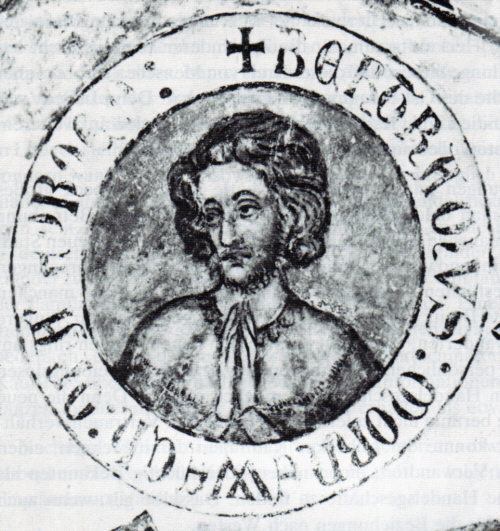
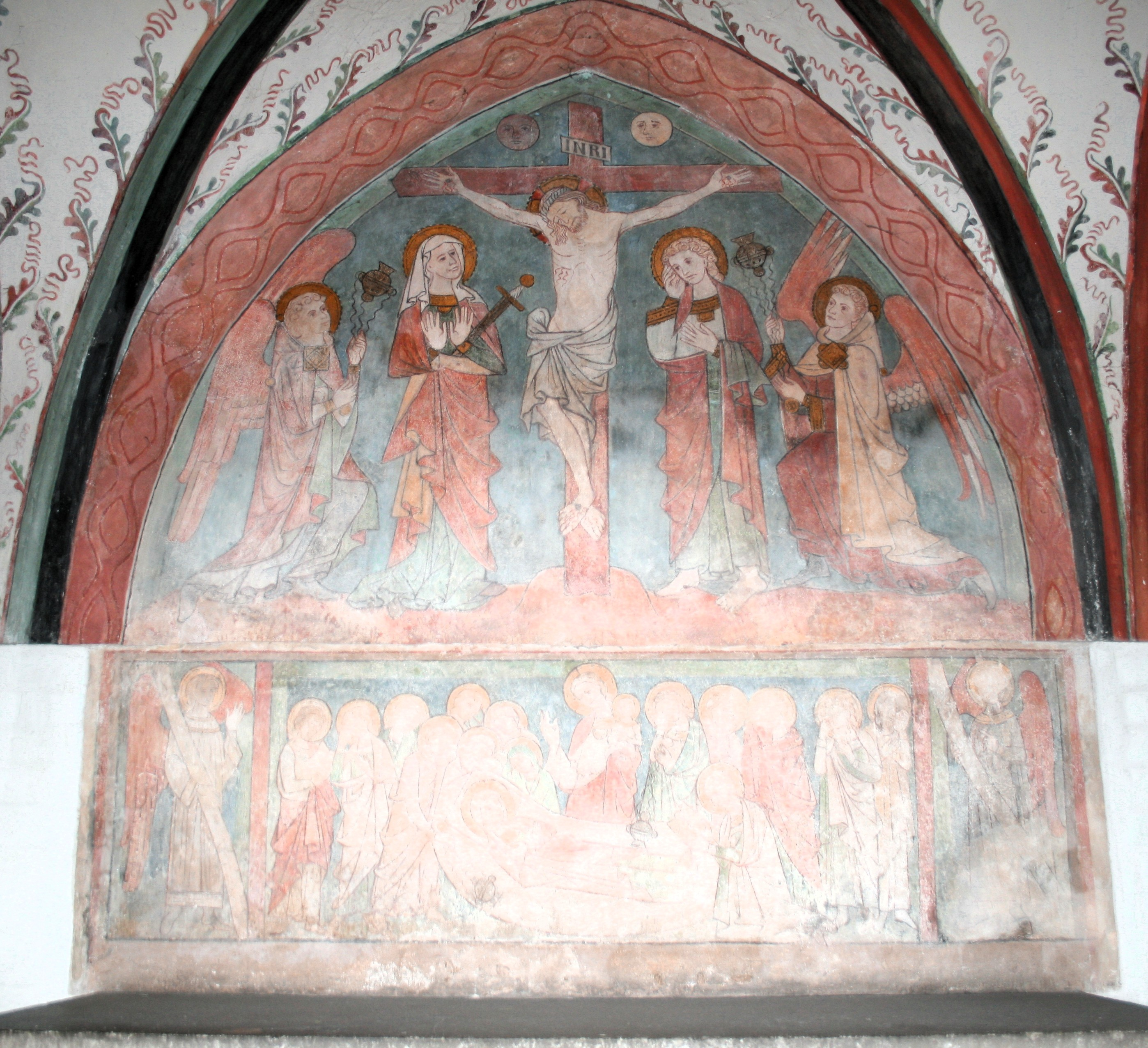